# 森梅代
森 梅代（もり うめよ、1941年 - ）は研究者。
津田塾大学数学科卒業後、文部省数理統計研究所、京都大学霊長類研究所。女性としてはサル学フィールド研究者の第１号。森明雄と結婚。名古屋文理短大、名古屋文理大学に勤務。名古屋文理大学情報文化学部長を経て副学長を務め2011年退官した。三戸サツヱの次女。

## 著書
共著
- 宮藤浩子『ニホンザルメスの社会的発達と社会関係』（1986年12月、東海大学出版会） ISBN 4486009118

| スタブアイコン | サブスタブ | この項目は、まだ閲覧者の調べものの参照としては役立たない、人物に関連した書きかけの項目です。この項目を加筆・訂正などしてくださる協力者を求めています（P:人物伝/PJ:人物伝）。 |